# Tratado de Heiligen

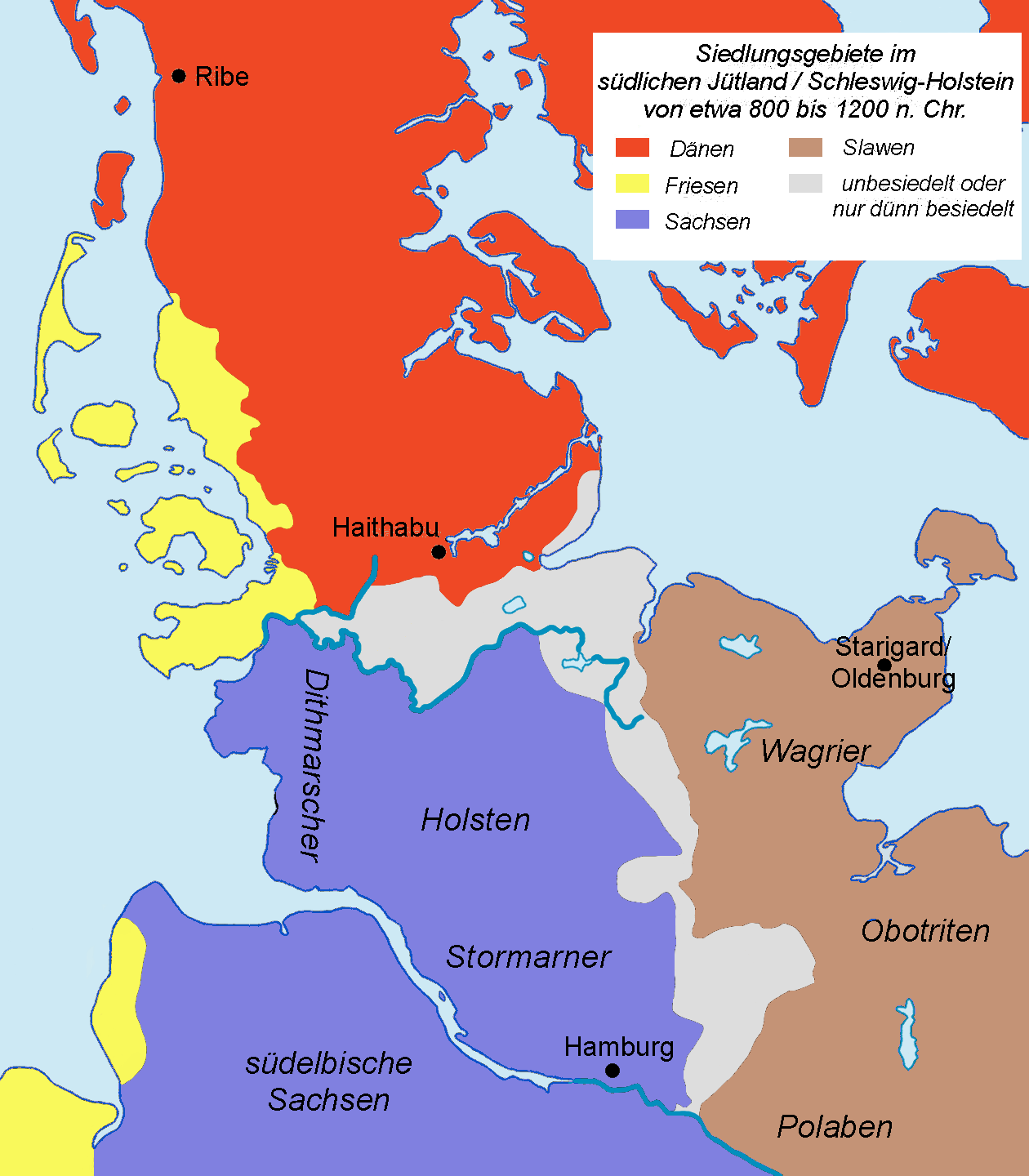
Schleswig-Holstein entre 800 y 1000. En rojo oscuro: los territorios daneses; en azul oscuro: los territorios alemanes.; en marrón: los territorios eslavos; en gris: el borde a caballo del Eider

El tratado de Heiligen fue un acuerdo de paz firmado en Heiligen en el año 811 entre el rey vikingo Hemming de Dinamarca y Carlomagno. Según el acuerdo, la frontera del sur entre Dinamarca y el Imperio Franco se estableció en el río Eider y confirmaba la voluntad de paz establecida por ambos monarcas en el año 810.
Desde los días de  Offa rey de los Anglos, el río Eider había sido zona fronteriza entre los anglos y los sajones. Tras el sometimiento del Ducado de Sajonia durante las guerras sajonas bajo dominio de Carlomagno, el predecesor de Hemming, Godofredo I de Dinamarca cruzó el río y lanzó campañas de guerra contra frisones, nordalbingios, abroditas y otros pueblos eslavos y los sometió a tributo, amenazando incluso a Carlomagno con la guerra. No obstante a la muerte de Godofredo, Hemming quería asegurar el control de su territorio frente a los rivales y pretendientes al trono y prefirió acordar la paz con los francos. Los negociadores del emperador y del rey danés se reunieron en una isla del Eider (hoy en la zona de Rendsburg) y definieron los límites y áreas de influencia.
Los Annales regni Francorum recogen en sus entradas para el año 810 el tratado:
«Tras la muerte de Godofredo, rey de los daneses, Hemming, hijo de su hermano, le sucedió en el trono e hizo paces con el emperador.»
Las entradas para el año 811 incluye una detalla relación de acontecimientos y negociadores:
«La paz anunciada entre el emperador y Hemming, el rey de los daneses, solo pudo ser jurada de brazos cruzados debido al crudo invierno que obligó a cerrar los caminos y ambas partes no pudieron viajar. Solo con la llegada de la primavera y la apertura de caminos, cerradas por la severa helada, facilitó que doce magnates por cada bando, esto es francos y daneses, se reunieran cerca del río Eider y firmasen el tratado [de Heiligen] y confirmasen la paz por un intercambio de promesas según sus costumbres.»
«Los nobles francos eran el conde Walach, hijo de Bernard, conde Burchard, conde Unroch, conde Odo, conde Meginhard, conde Bernard, conde Egbert, conde Theothari, conde Abo, conde Osdag y el conde Wigman. En el lado danés estaban Hankwin y Angandeo, hermanos de Hemming, y además, otros distinguidos hombres entre su pueblo: Osfrid apodado Turdimulo, Warstein, Suomi, Urm, otro Osfrid, hijo de Heiligen, y Osfrid de Schonen, y Hebbi y Aowin.»

## Historia posterior
Aunque en las décadas siguientes hubo escaramuzas en la frontera y el rey alemán Enrique I conquistó el enclave danés de Hedeby y Danevirke en 934, las fronteras se mantuvieron intactas entre Canuto el Grande y Conrado II en 1025 con el compromiso matrimonial de sus hijos Gunilda y Enrique III.
Durante siglos el río Eider fue la marca fronteriza del Ducado de Schleswig (al sur de la Jutlandia danesa) y Holstein en el sacro Imperio romano germánico, hasta 1864 cuando las tropas prusianas y austríacas cruzaron el río y conquistaron Schleswig durante la guerra de los Ducados.